# Magnolia

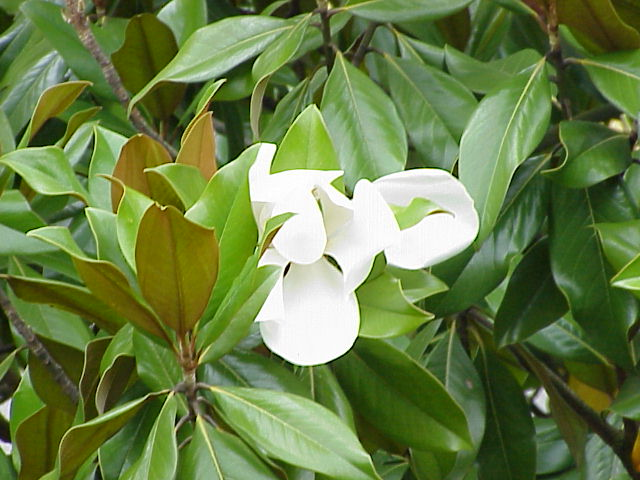
Magnolia grandiflora.

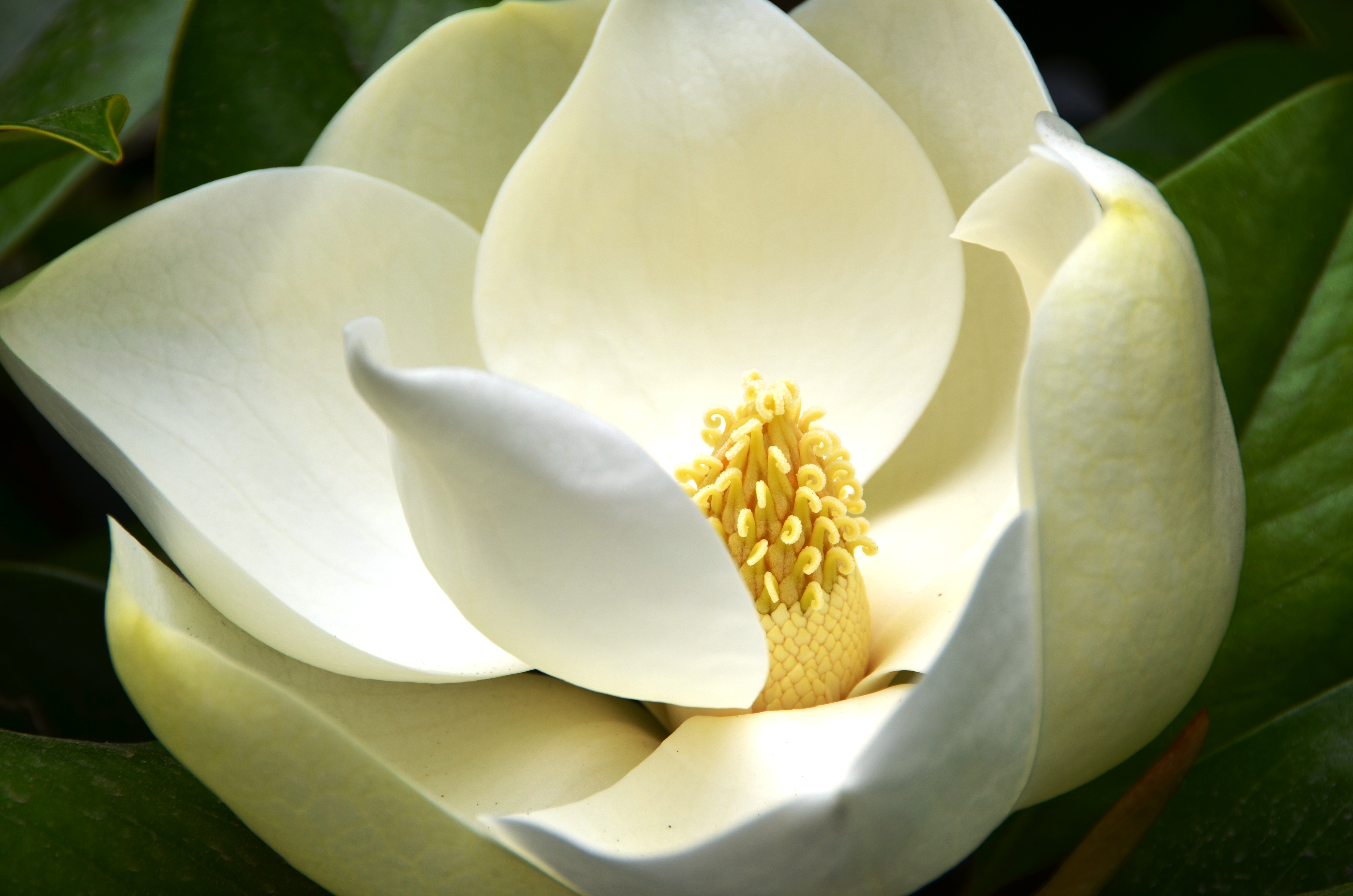
Magnolia grandiflora.

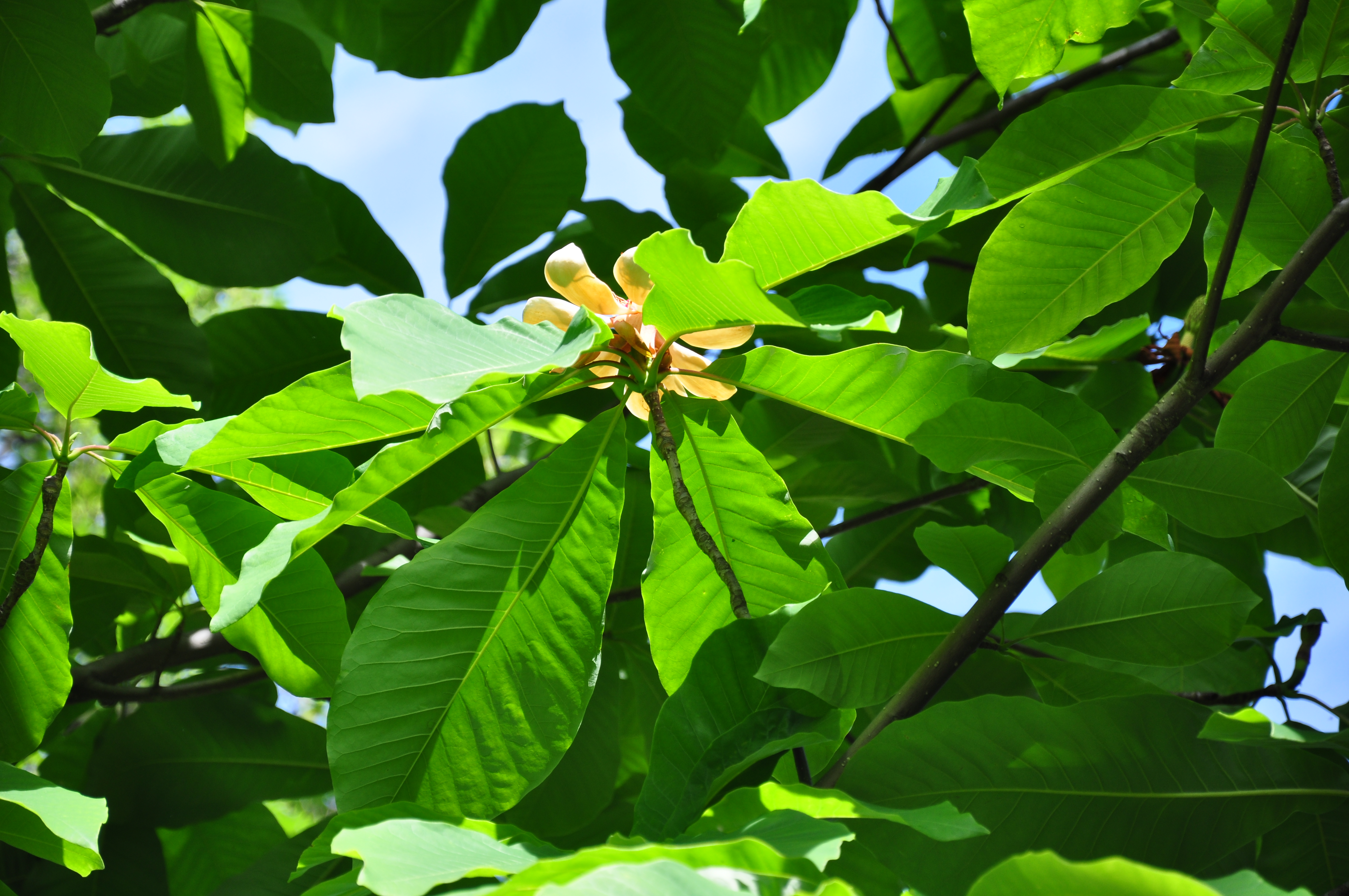
Magnolia hypoleuca.

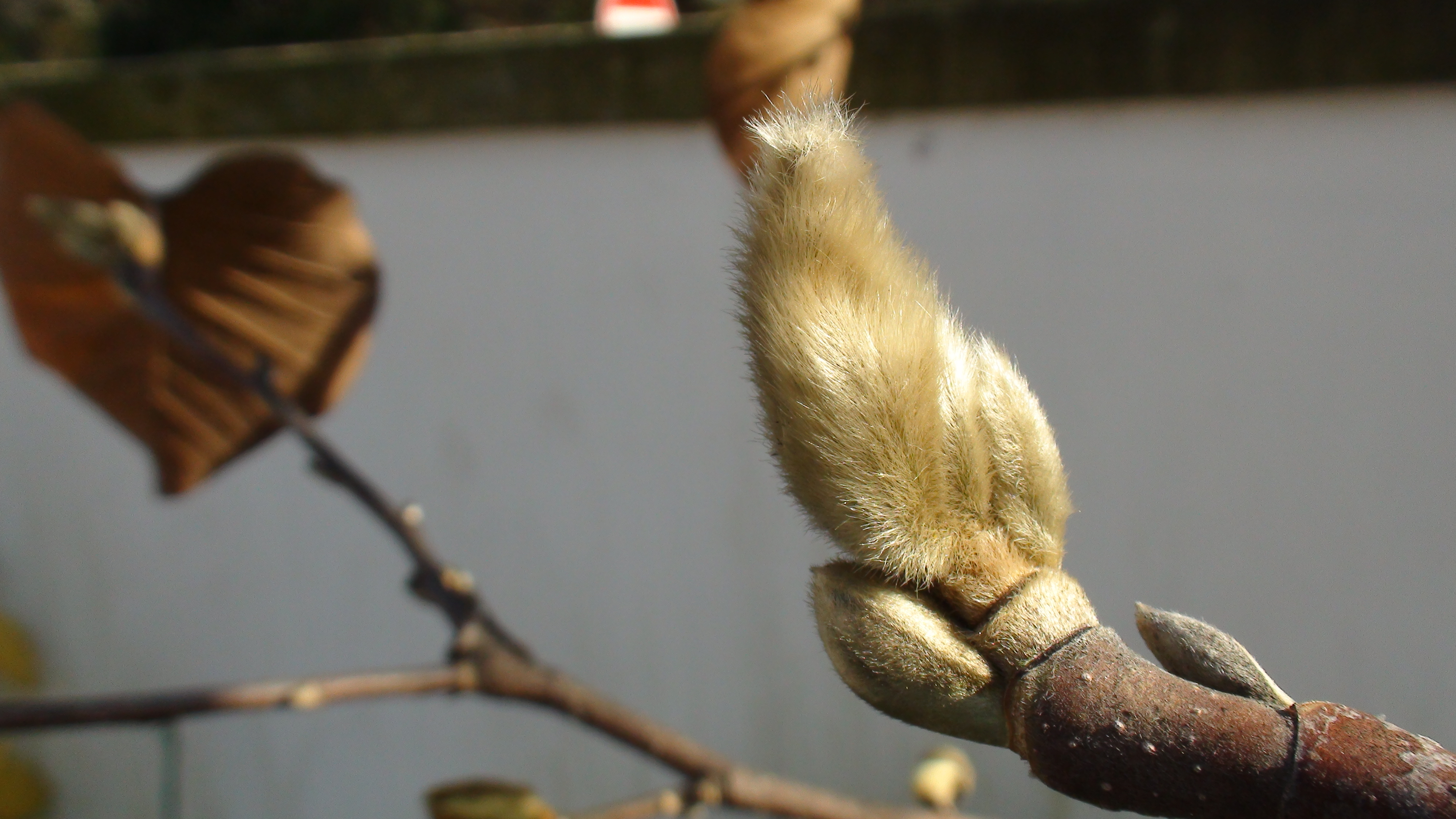
Um botão de magnólia.

Magnolia L. é um género de plantas com flor, da ordem Magnoliales, que agrupa as espécies maioritariamente arbóreas conhecidas pelo nome comum de magnólias. Na sua presente circunscrição taxonómica o género foi alargado para incluir as espécies que se encontravam dispersas pelos géneros Magnolia, Manglietia, Michelia, Talauma, Aromadendron, Kmeria, Pachylarnax e Alcimandra (todos da antiga subfamília Magnolioideae), resultando num género monofilético com cerca de 297 espécies. O género distribui-se pelas regiões subtropicais e tropicais do leste e sueste da Ásia (incluindo a Malésia) e pelas Américas, com centros de diversidade no Sudeste Asiático e no norte da América do Sul. O género inclui diversas espécies amplamente utilizadas como árvore ornamental nas regiões subtropicais e temperadas de ambos os hemisférios.

## Descrição
O género Magnolia tem como epónimo o nome de Pierre Magnol, um botânico de Montpellier (França). A primeira espécie identificada deste género foi Magnolia virginiana, encontrada por missionários enviados à América do Norte na década de 1680. Já em pleno século XVIII foi descrita, também a partir de amostras norte-americanas, a espécie Magnolia grandiflora, hoje a espéci mais conhecida do género dado ser amplamente utilizada como árvore ornamental nas regiões subtropicais e temperadas de clima moderado de todo o mundo.
As magnólias são árvores, arbustos ou arvoretas semidecíduas ou decíduas, apreciados como ornamentais em jardins, principalmente em locais de clima temperado ou subtropical. Produzem abundantes flores brancas, rosadas e amarelas, grandes e perfumadas.
A ciência botânica tem um interesse especial pelas magnólias, por apresentarem estruturas reprodutivas e anatômicas que se acredita serem extremamente primitivas em relação a todas as outras flores, apresentando semelhanças com Gimnospermas primitivas. Alguns dos fósseis mais antigos de Angiospermas conhecidos apresentam flores semelhantes às magnólias.
Alguns estudos sugerem que as magnólias podem ser as primeiras flores que surgiram no nosso planeta, mas isso não é comprovado.
A maior magnólia da Europa pode ser encontrada em Monchique, Portugal.

## Taxonomia

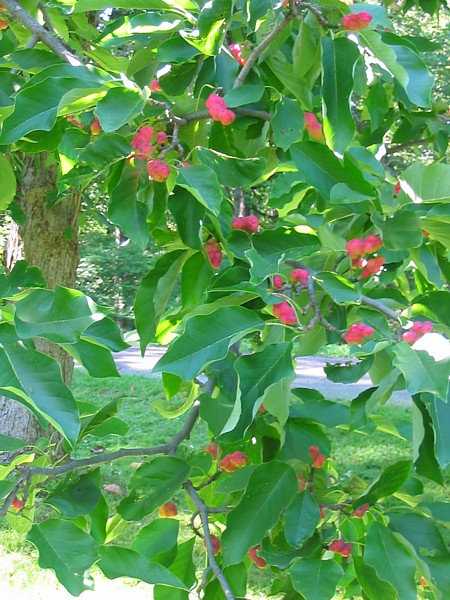
Magnolia acuminata.

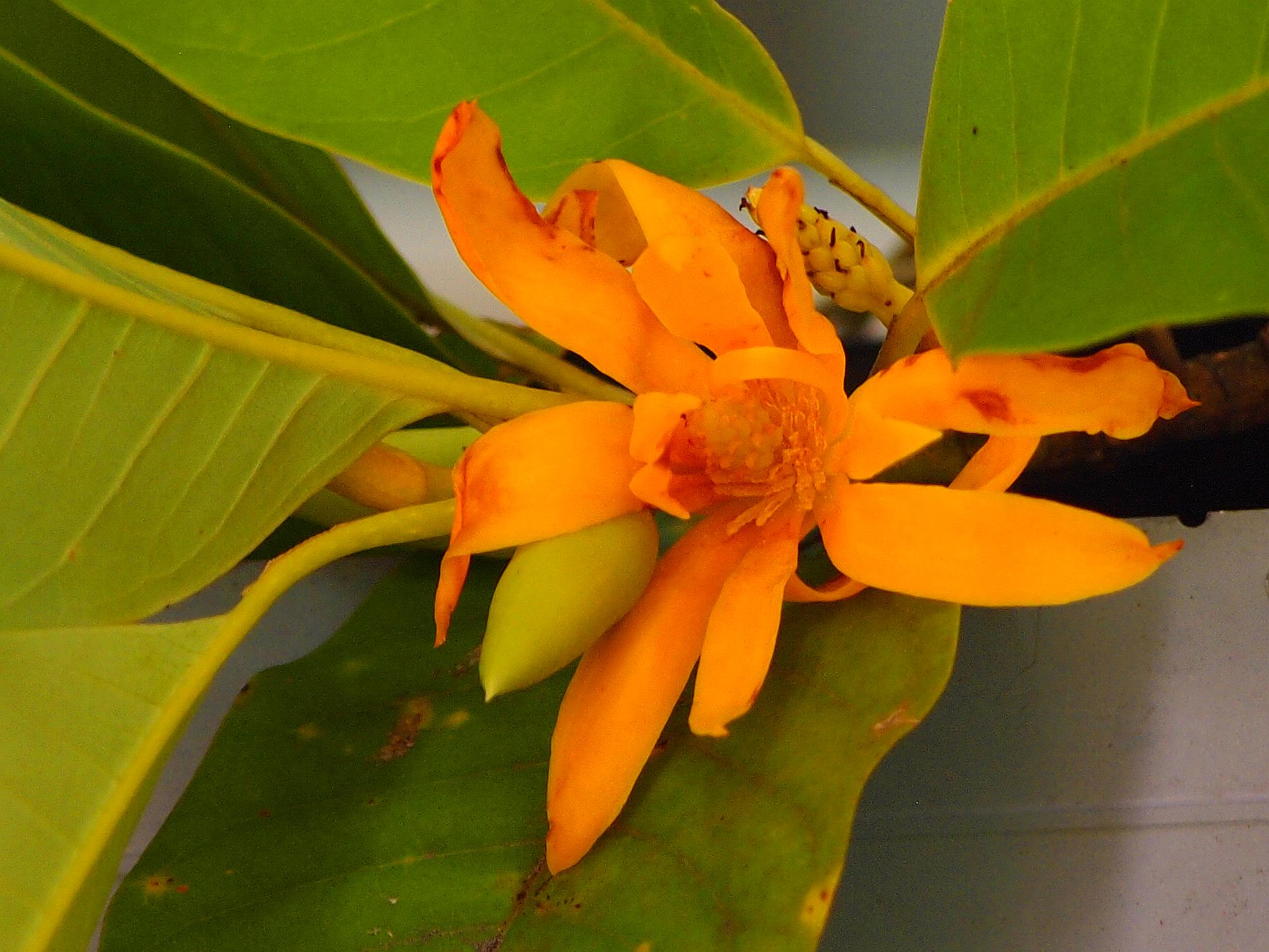
Magnolia champaca.

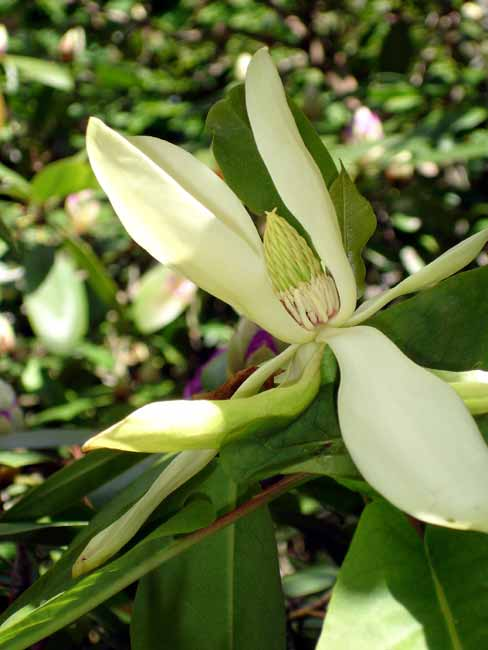
Magnolia fraseri.

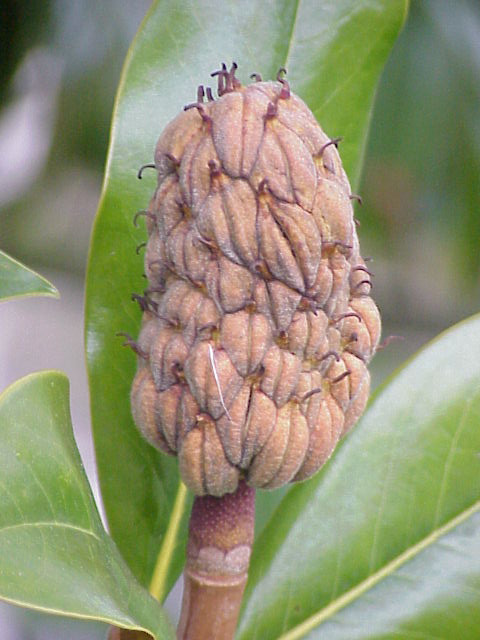
Magnolia grandiflora.

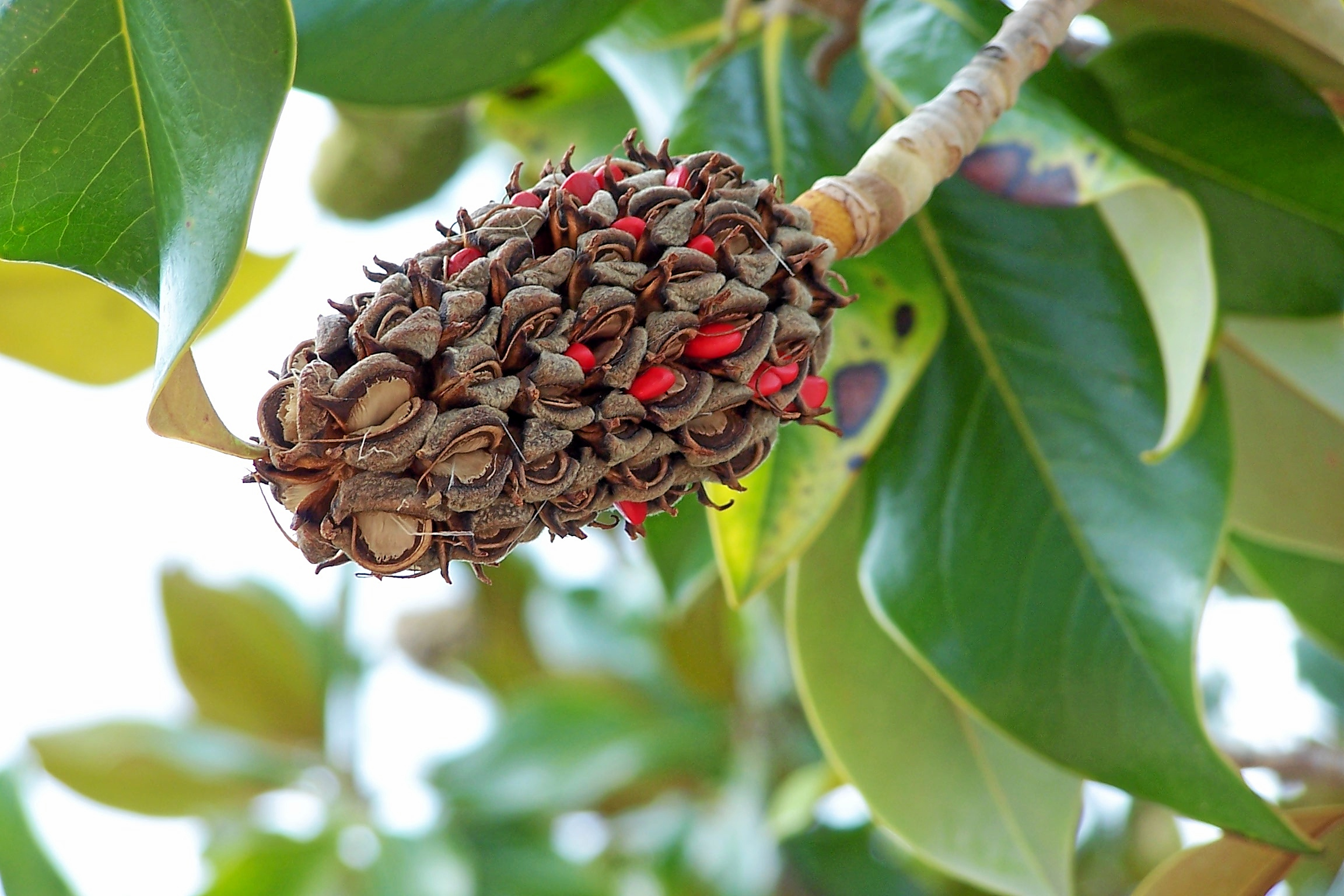
Pinha de sementes de Magnolia grandiflora.

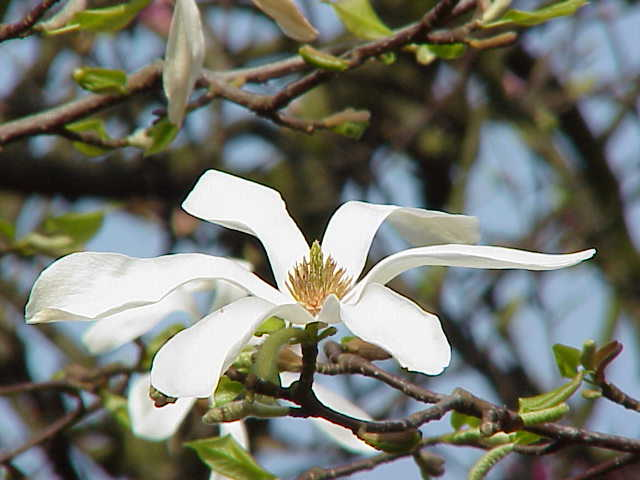
Magnolia kobus.

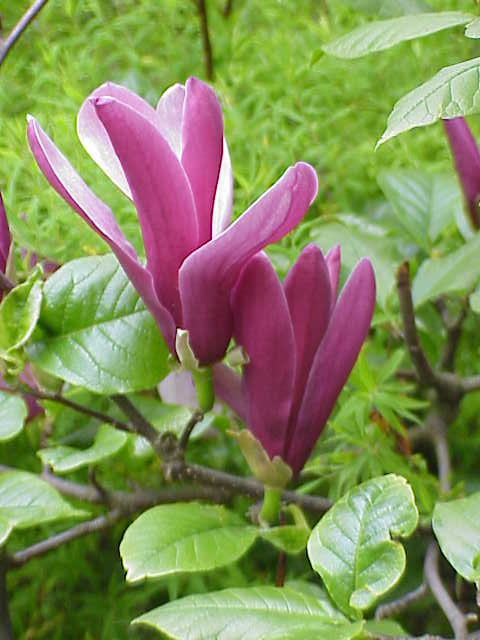
Magnolia liliiflora.

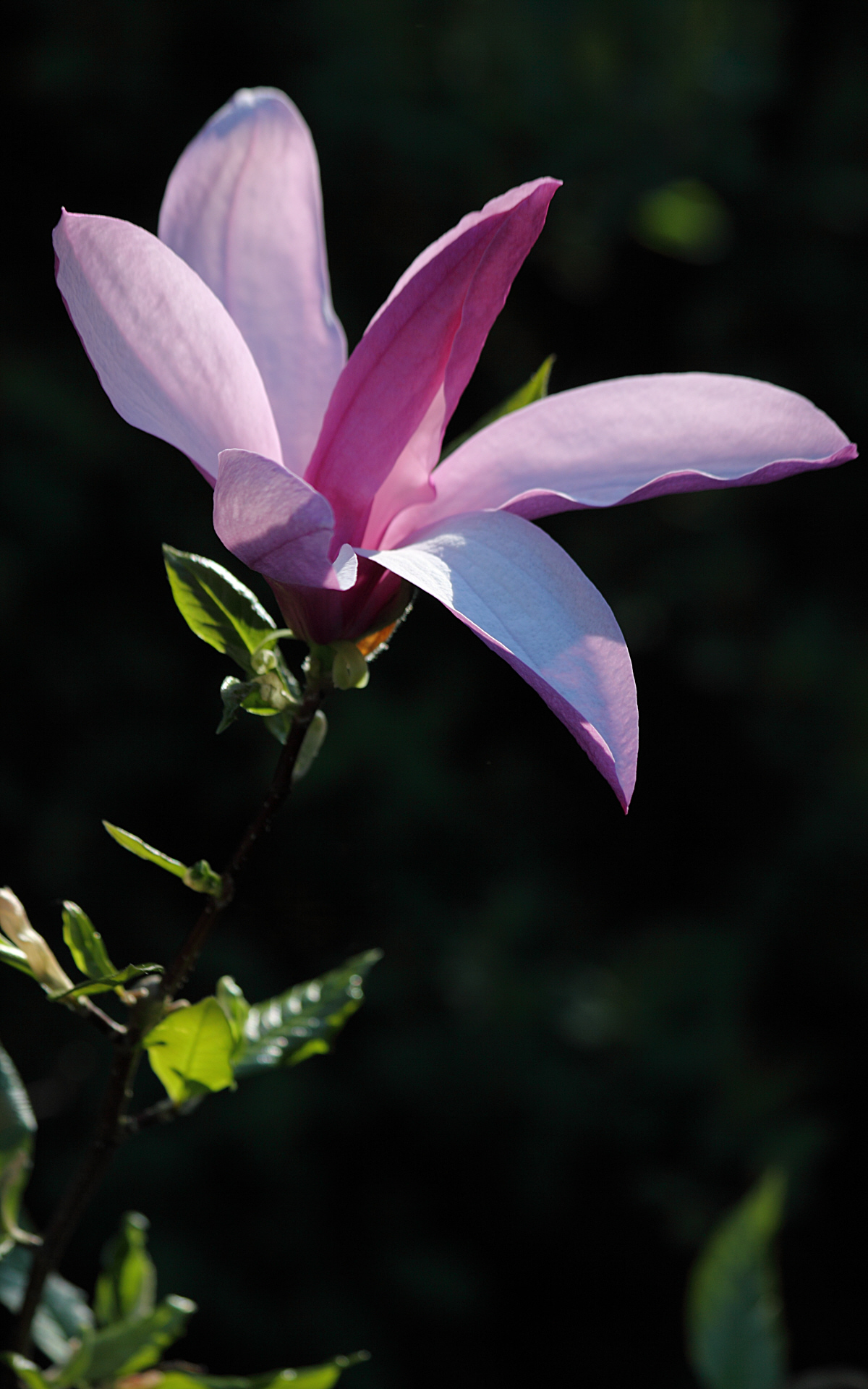
Magnolia liliiflora.

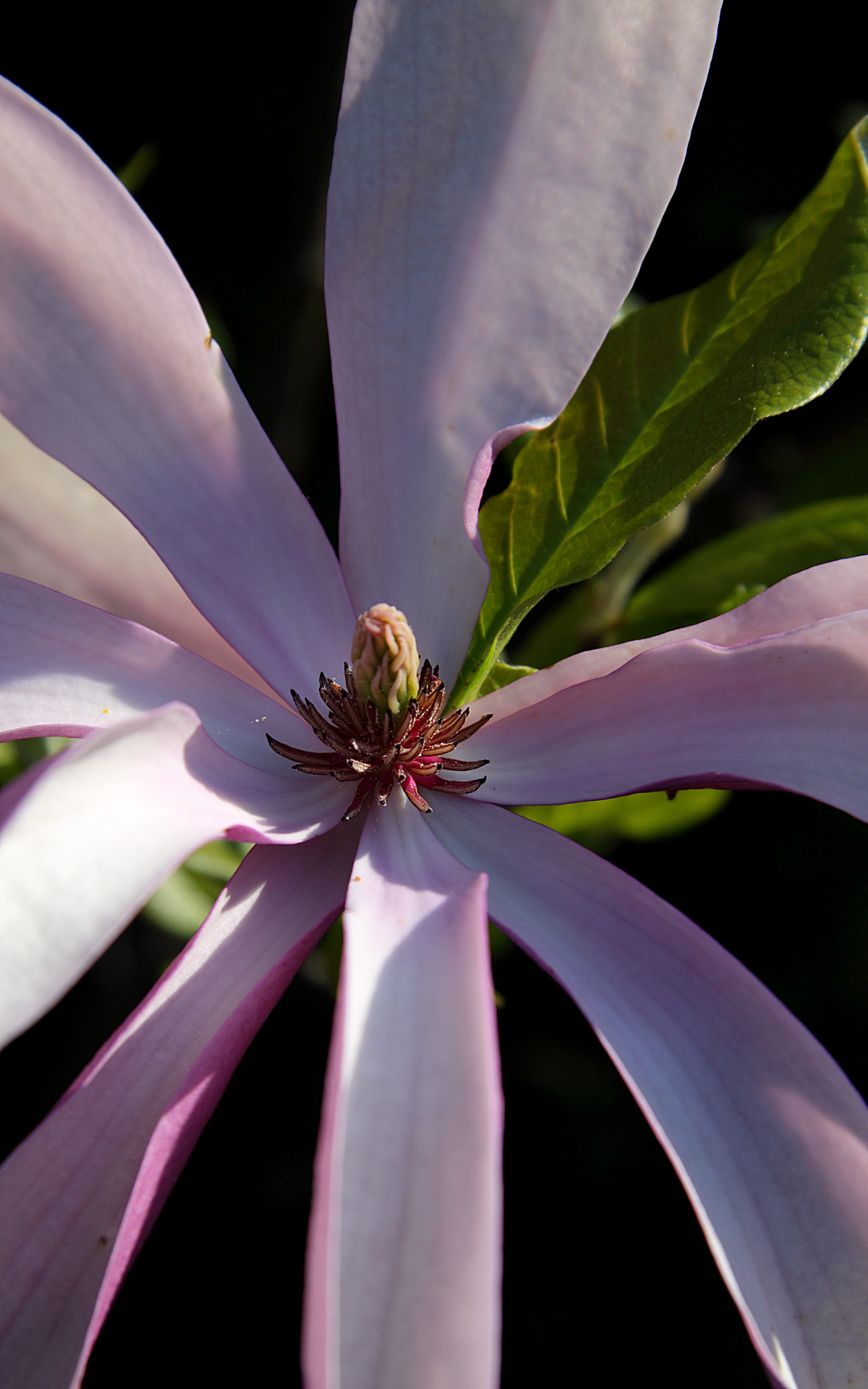
Magnolia liliiflora.

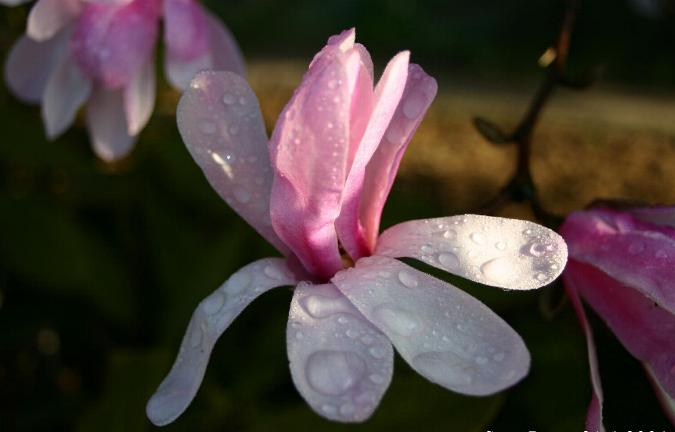
Flores de Magnolia × loebneri.

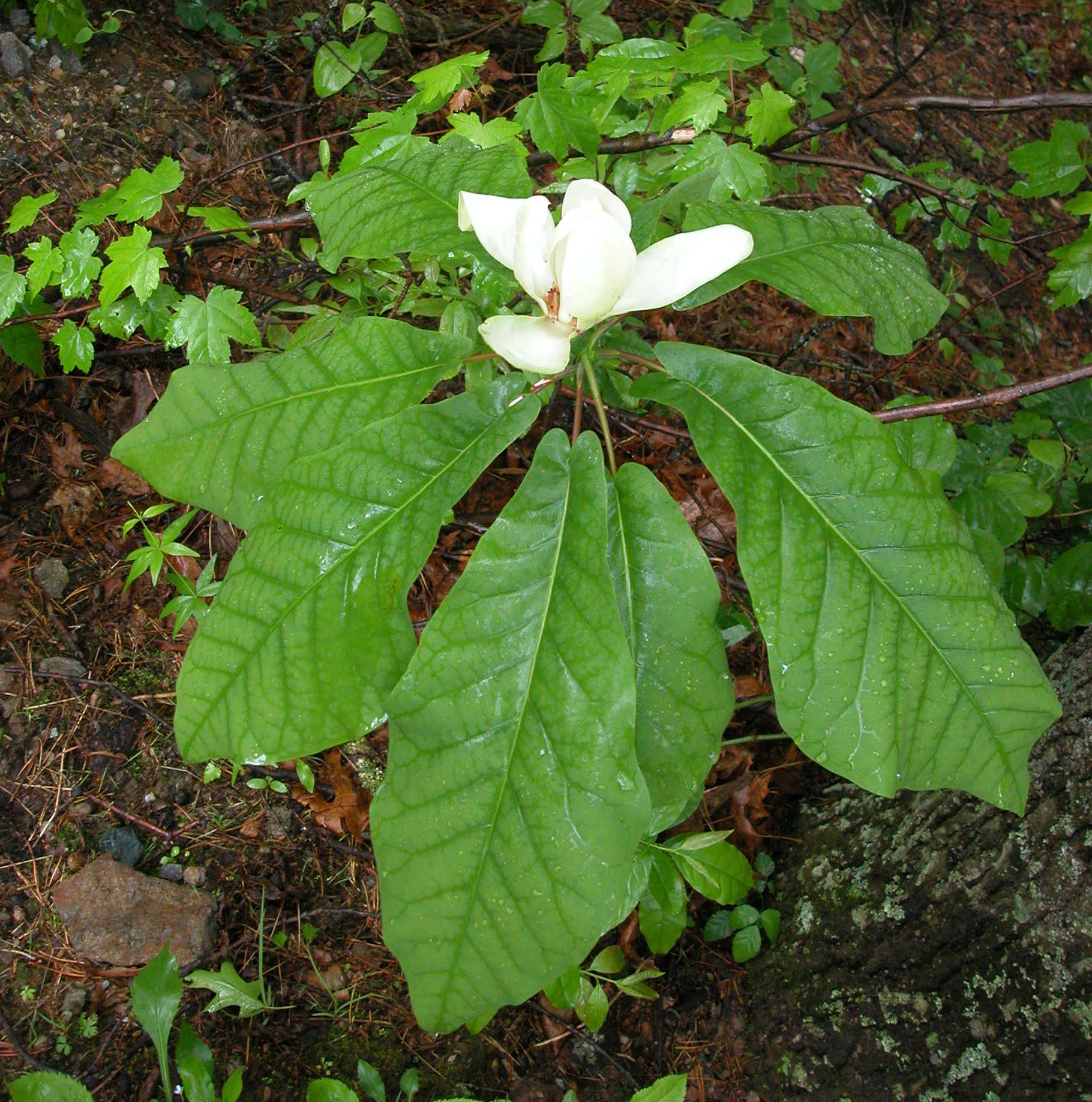
Magnolia macrophylla.

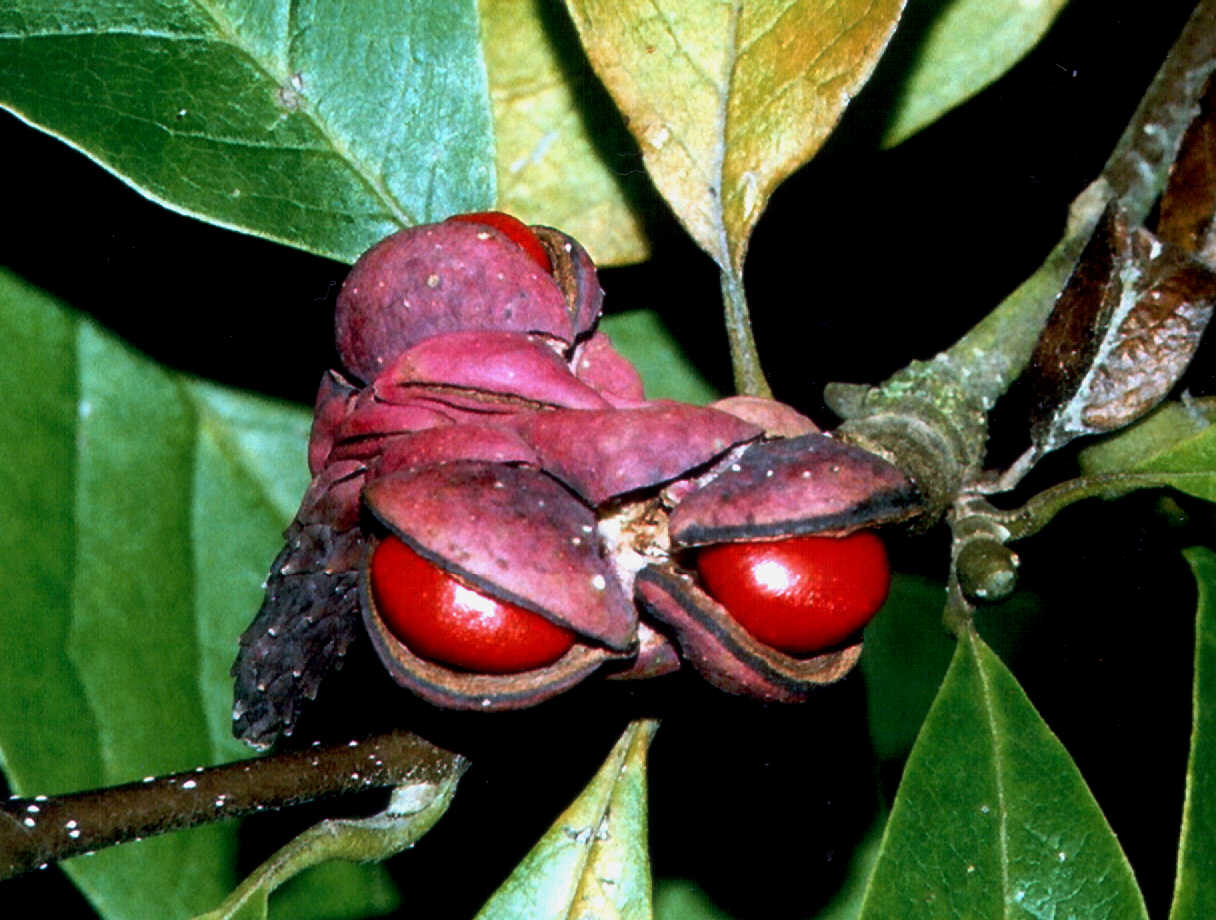
Sementes vermelhas de Magnolia × soulangeana.

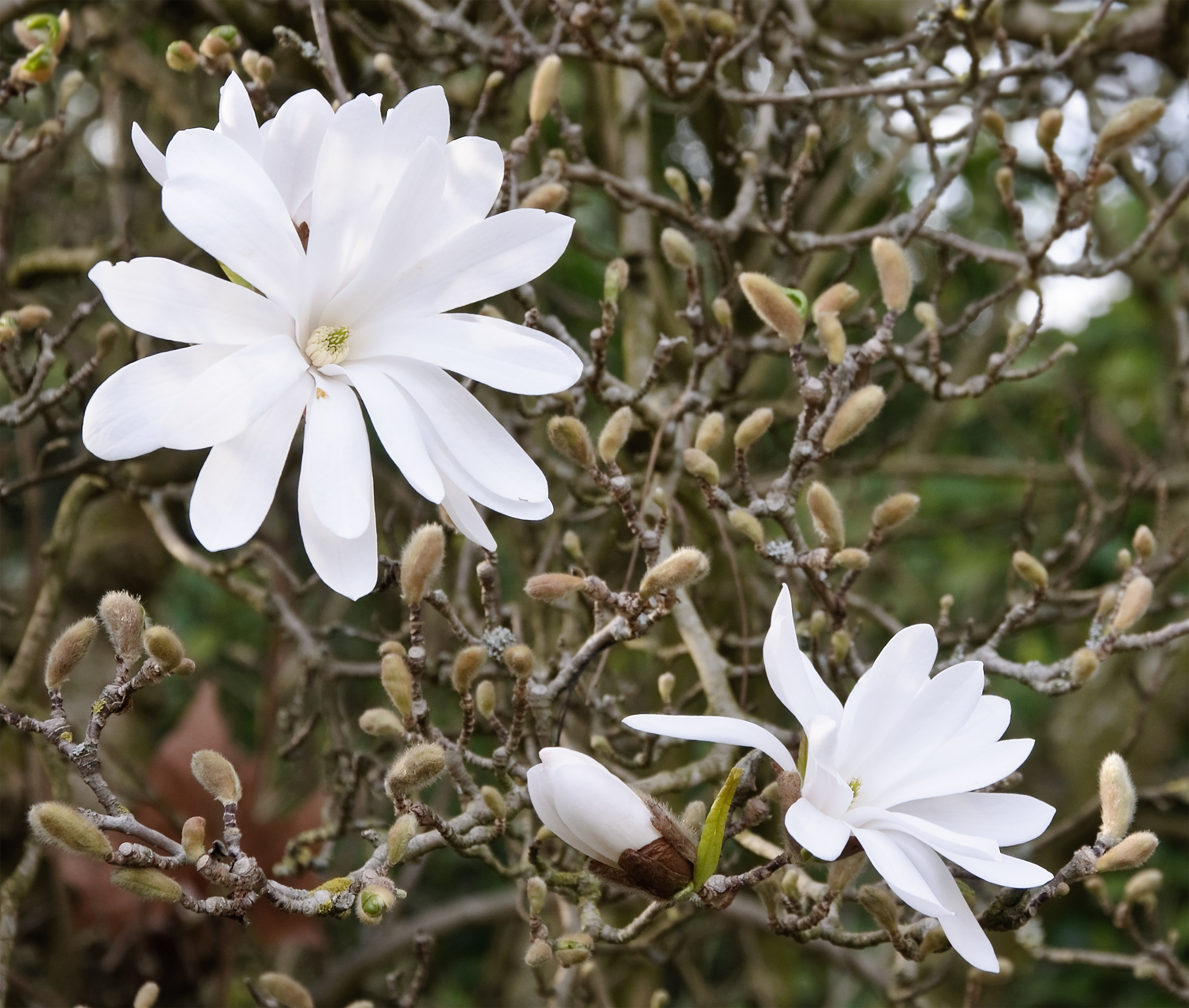
Magnolia stellata.

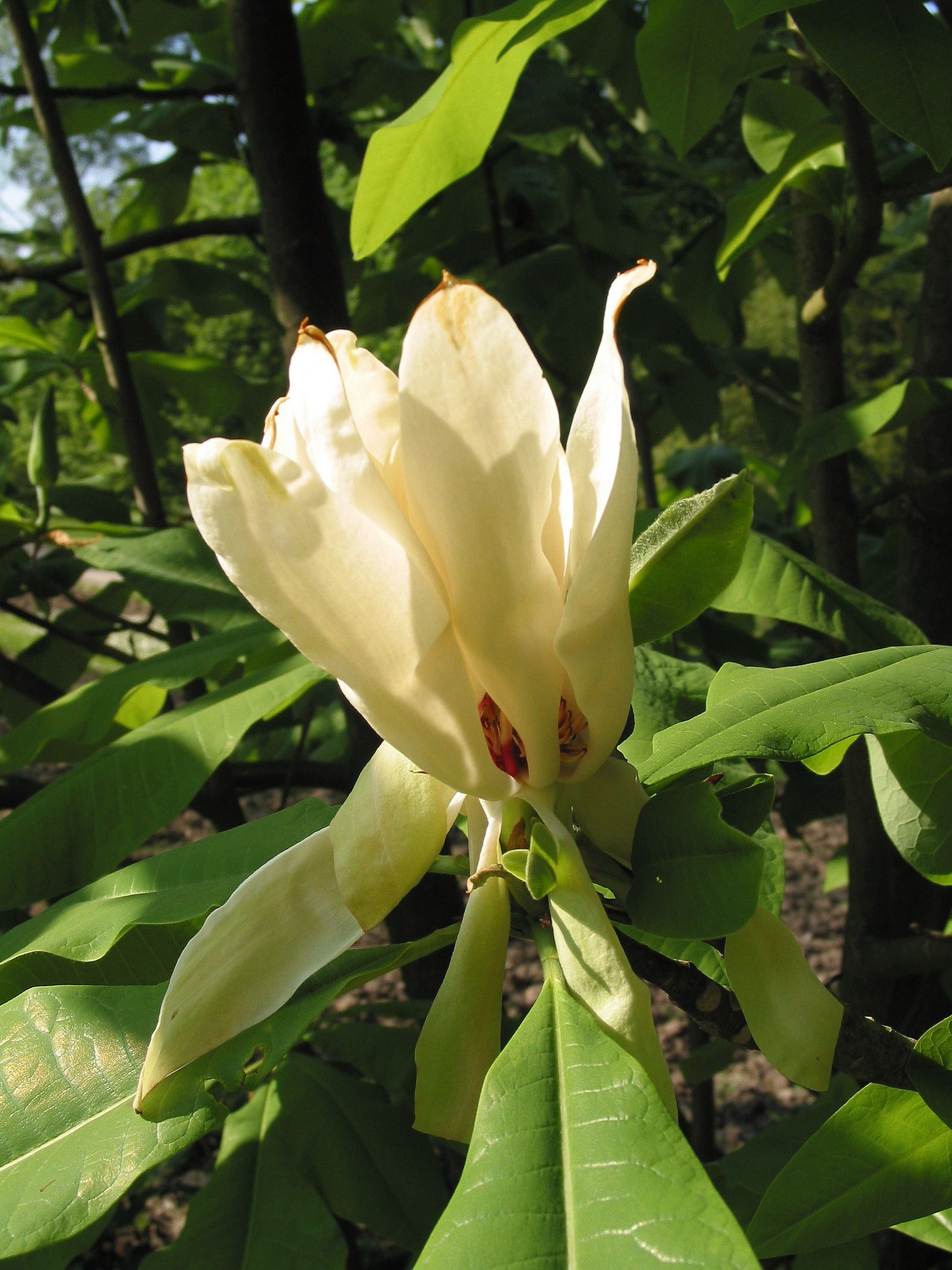
Magnolia tripetala.

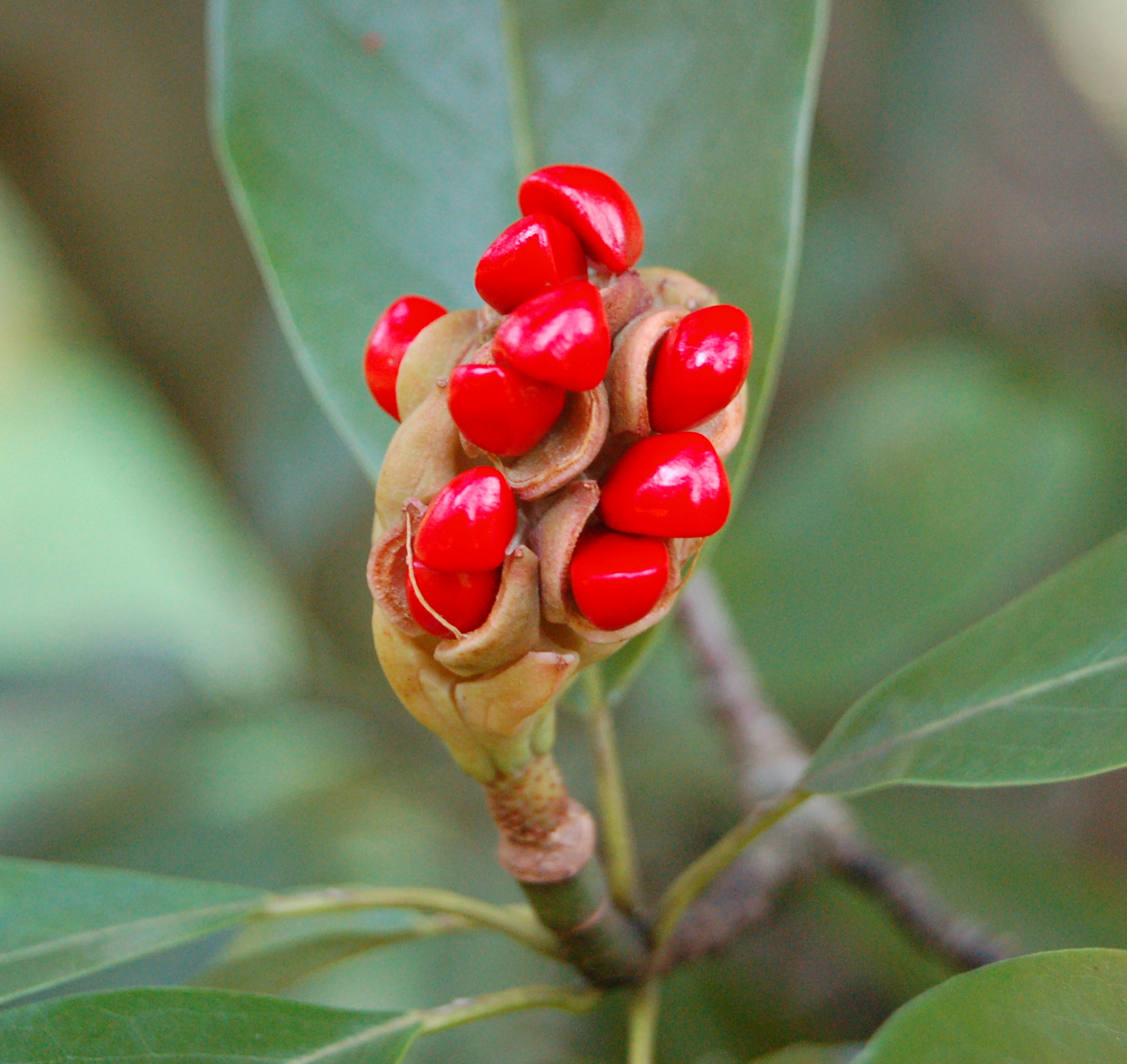
Magnolia virginiana.

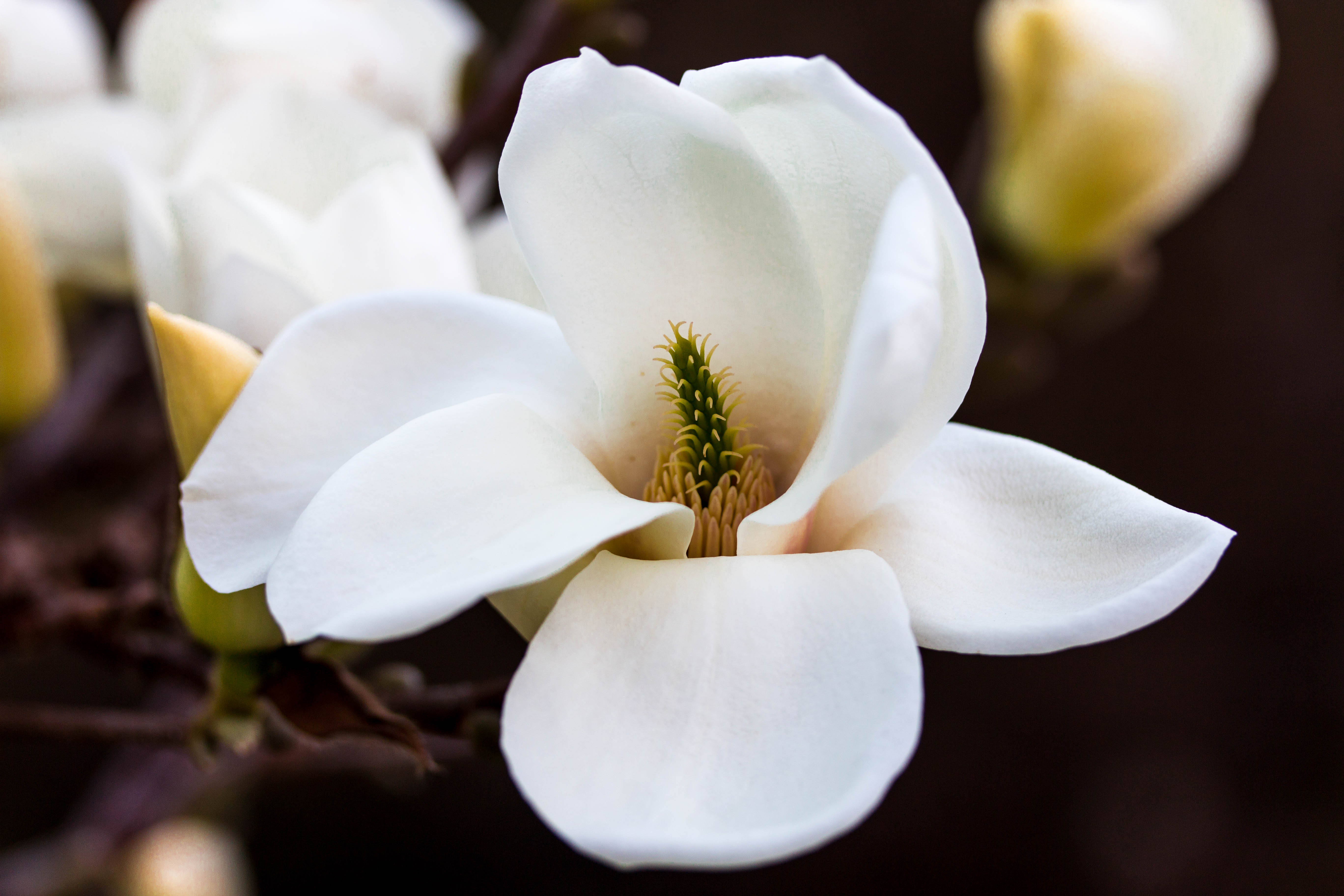
A magnólia mais comum na Europa Central, o híbrido Magnolia × soulangeana.

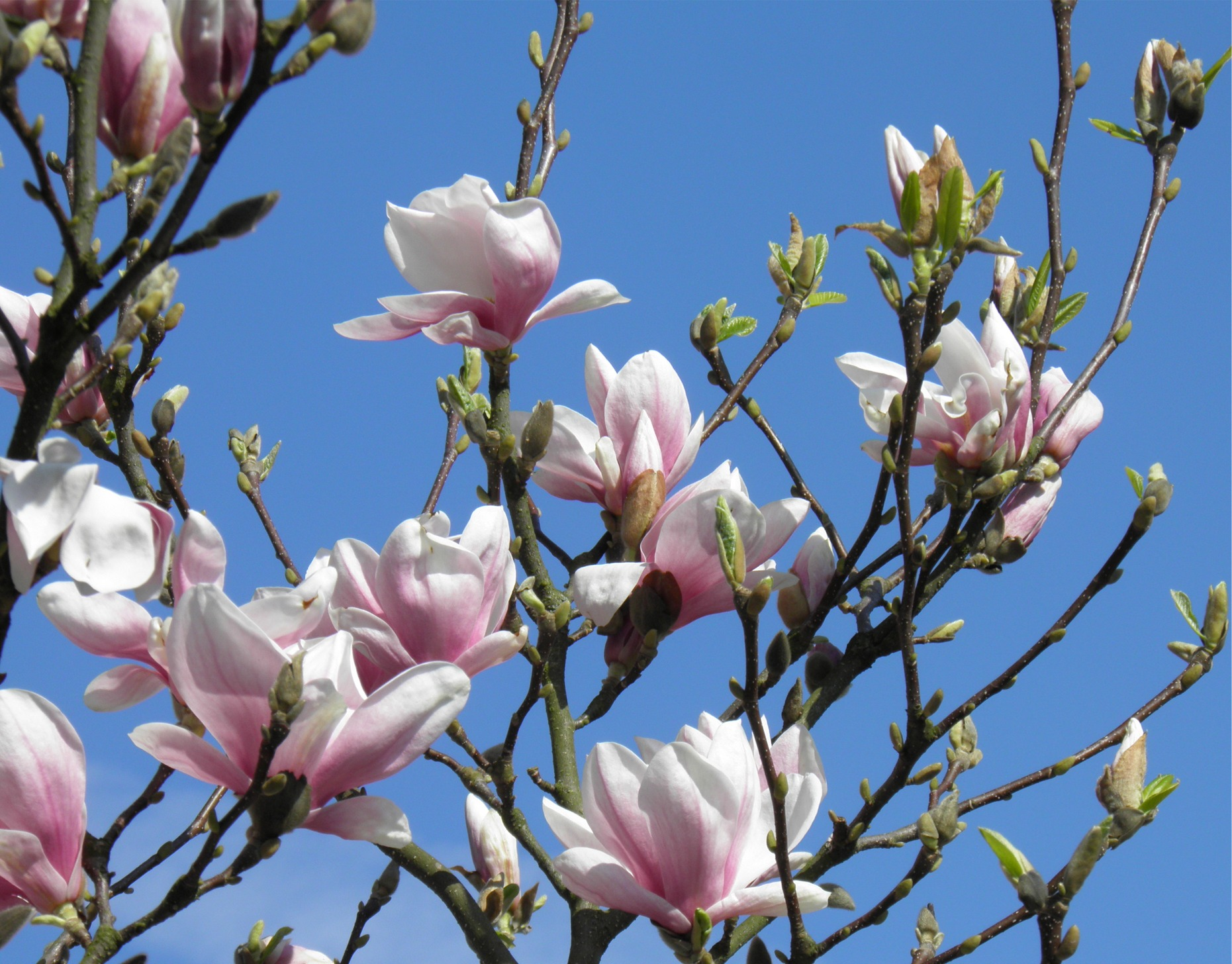
Magnolia × soulangeana, cultivar rosa-claro.

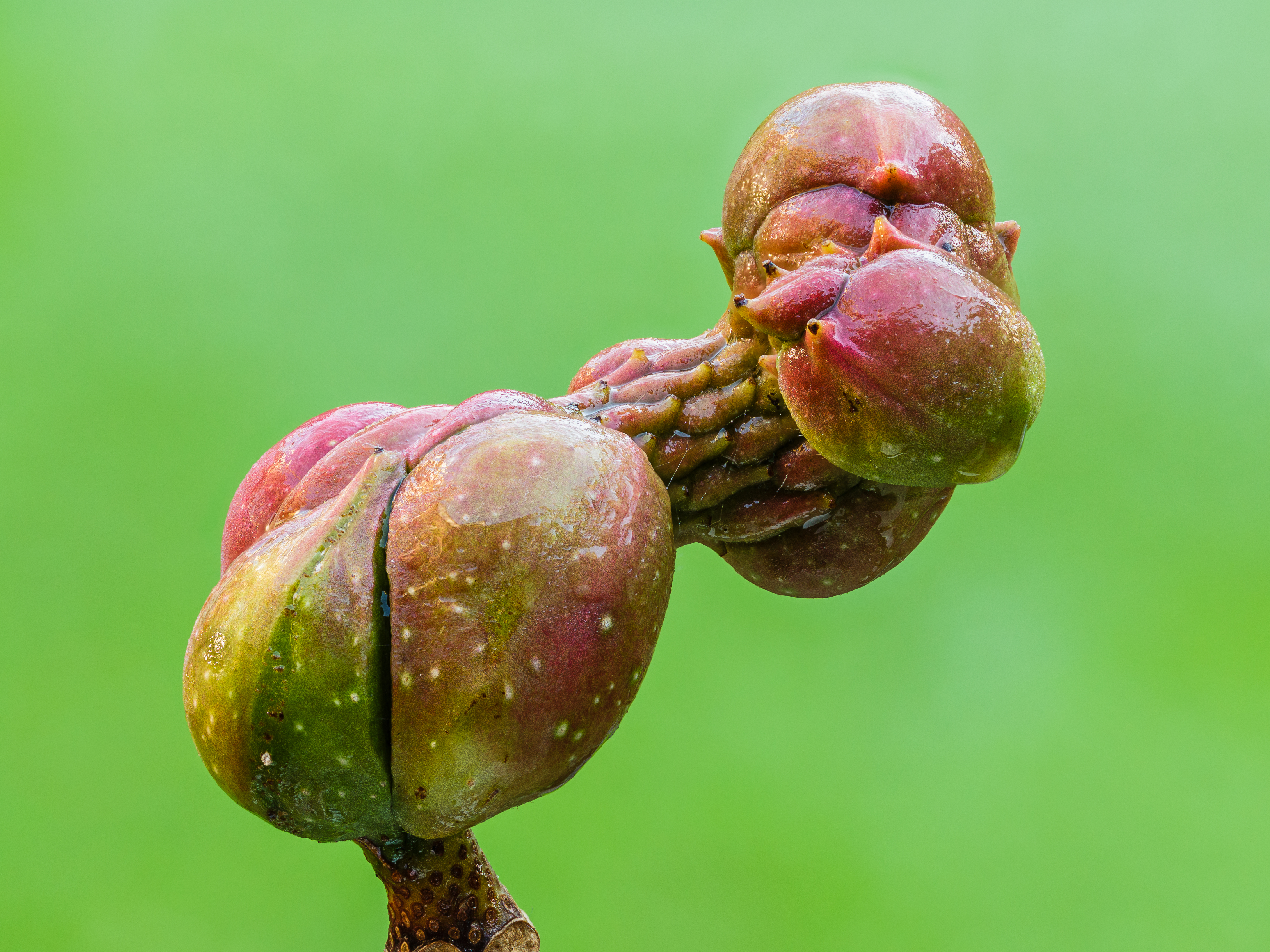
Fruto de uma Magnolia.

A estrutura taxonómica interna do género Magnolia ainda não foi completamente consensualizada, embora exista concordância generalizada no que respeita à integração num único género monofilético das espécies da subfamília Magnolioideae que se encontravam dispersas pelos géneros Magnolia Plum. ex L., Manglietia Blume, Michelia L., Talauma A. Juss., Aromadendron Blume, Kmeria Dandy, Pachylarnax Dandy e Alcimandra Dandy. Esta solução, defendida em 2004 por Richard B. Figlar e Hans P. Nooteboom, evita a parafilia da estrutura anterior e permite, recorrendo a secções e subsecções, organizar as espécies em grupos tendencialmente monofiléticos. Aceitando-se essa integração, a família Magnoliaceae, a necessidade de uma subfamília Magnolioideae desaparece, ficando apenas de fora da ordenação as duas espécies extantes do género Liriodendron, que constituíam a subfamília Liriodendroideae, ela também desnecessária.
Aceitando-se Magnolia como o único género da subfamília Magnolioideae, o género pode ser subdividido em 3 subgéneros, 12 secçõies e algumas subsecções:
- Subgénero Magnolia:
  - Secção Magnolia: Neotropis:
    - Magnolia grandiflora L.: sueste dos EUA
    - Magnolia guatemalensis Donn.Sm.: Guatemala e Honduras
    - Magnolia iltisiana Vazquez: oeste do México
    - Magnolia pacifica Vazquez: oeste do México
    - Magnolia panamensis Vazquez & Iltis: Panamá
    - Magnolia poasana (Pittier) Dandy: Costa Rica, Panamá
    - Magnolia schiedeana Schltdl.: leste do México
    - Magnolia sharpii Meranda: Chiapas (México)
    - Magnolia sororum Seibert: Panamá
    - Magnolia tamaulipana Vazquez: nordeste do México
    - Magnolia virginiana L.: sueste dos EUA
    - Magnolia yoroconte Dandy: Honduras

  - Secção Gwillimia:
    - Subsecção Gwillimia: Ásia e Bornéu:
      - Magnolia albosericea Chun & C.H. Tsoong: Hainan (China)
      - Magnolia championii Benth.: sul & sueste da China
      - Magnolia coco (Lour.) DC.: sueste da China
      - Magnolia delavayi Franchet: Yunnan (China)
      - Magnolia henryi Dunn: Yunnan (China)
      - Magnolia nana Dandy: Vietname
      - Magnolia odoratissima Law et Zhou: sul da China
      - Magnolia persuaveolens Dandy: Bornéu
      - Magnolia phanerophlebia B.L.Chen: sueste de Yunnan (China)
      - Magnolia pterocarpa Roxb.: Nepal, Burma

    - Subsecção Blumiana (Blume) Figlar & Noot.: Ásia tropical e Malésia
      - Magnolia liliifera (L.) Baillon (sin.: Magnolia candollii (Blume) H. Keng): Índia, Hainan (China), Sueste da Ásia, Malésia
      - Magnolia gigantifolia (Miq.) Noot.: Bornéu, Samatra
      - Magnolia hodgsonii (Hook. f. & Thom.) H.Keng: Nepal, Burma
      - Magnolia lasia Noot.: Bornéu
      - Magnolia mariusjacobsia Noot.: Bornéu
      - Magnolia sarawakensis (Agostini) Noot.: Bornéu
      - Magnolia villosa (Miq.) H. Keng: Samatra, Península Malaia, Bornéu, Sulawesi

  - Secção Talauma Baill.
    - Subsecção Talauma: Neotropis:
      - Magnolia allenii Standl.: Panamá
      - Magnolia amazonica Ducke: Brasil
      - Magnolia arcabucoana (Lozano) Govaerts: Colômbia
      - Magnolia boliviana (M.Nee) Govaerts: Bolívia
      - Magnolia caricifragrans (Lozano) Govaerts: Colômbia
      - Magnolia cespedesii (Triana & Planch.) Govaerts: Colômbia
      - Magnolia chocoensis (Lozano): Colômbia
      - Magnolia dixonii (Little) Govaerts: Equador
      - Magnolia dodecapetala (Lam.) Govaerts: Pequenas Antilhas
      - Magnolia espinalii (Lozano) Govaerts: Colômbia
      - Magnolia georgii (Lozano) Govaerts: Colômbia
      - Magnolia gilbertoi (Lozano) Govaerts: Colômbia
      - Magnolia gloriensis (Pittier) Govaerts: América Central, Colômbia
      - Magnolia hernandezii (Lozano) Govaerts: Colômbia
      - Magnolia irwiniana (Lozano) Govaerts: Brasil
      - Magnolia katiorum (Lozano) Govaerts: Colômbia
      - Magnolia mexicana DC.: México
      - Magnolia minor (Urb.) Govaerts: Cuba
      - Magnolia morii (Lozano) Govaerts: Panamá
      - Magnolia narinensis (Lozano) Govaerts: Colômbia
      - Magnolia neillii (Lozano) Govaerts: Equador
      - Magnolia ovata (A.St.-Hil.) Spreng.: Brasil
      - Magnolia polyhypsophylla (Lozano) Govaerts: Colômbia
      - Magnolia rimachii (Lozano) Govaerts: Peru, Equador
      - Magnolia sambuensis (Pittier) Govaerts: Colômbia, Panamá
      - Magnolia santanderiana (Lozano) Govaerts: Colômbia
      - Magnolia sellowiana (A.St.-Hil.) Govaerts: Brasil
      - Magnolia silvioi (Lozano) Govaerts: Venezuela
      - Magnolia virolinensis (Lozano) Govaerts: Colômbia
      - Magnolia wolfii (Lozano) Govaerts: Colômbia

    - Subsecção Dugandiodendron (Lozano) Figlar & Noot.: norte da América do Sul:
      - Magnolia argyrothricha (Lozano) Govaerts: Colômbia
      - Magnolia calimaensis (Lozano) Govaerts: Colômbia
      - Magnolia calophylla (Lozano) Govaerts: Colômbia
      - Magnolia cararensis (Lozano) Govaerts: Colômbia
      - Magnolia chimantensis Steyermark & Maguire: Venezuela
      - Magnolia colombiana (Little) Govaerts: Colômbia
      - Magnolia guatapensis (Lozano) Govaerts: Colômbia
      - Magnolia lenticellata (Lozano) Govaerts: Colômbia
      - Magnolia magnifolia (Lozano) Govaerts: Colômbia
      - Magnolia mahechae (Lozano) Govaerts: Colômbia
      - Magnolia ptaritepuiana Steyermark: Venezuela
      - Magnolia striatifolia Little: Colômbia, Equador
      - Magnolia urraoense (Lozano) Govaerts: Colômbia
      - Magnolia yarumalensis (Lozano) Govaerts: Colômbia

    - Subsecção Cubenses Imkhan.: Grandes Antilhas:
      - Magnolia cubensis Urb.: Cuba
      - Magnolia cacuminoides Bisse: Cuba
      - Magnolia cristalensis Bisse: Cuba
      - Magnolia domingensis Urb.: Haiti
      - Magnolia emarginata Urb. & Echman: Haiti
      - Magnolia ekmannii Urb.: Haiti
      - Magnolia hamorii Howard: República Dominicana
      - Magnolia pallescens Urban & Ekman: República Dominicana
      - Magnolia portoricensis Bello: Puerto Rico
      - Magnolia splendens Urban: Puerto Rico

  - Secção Manglietia: Ásia:
    - Magnolia aromatica Blume: sul da China
    - Magnolia blaoensis (Gagnep.) Dandy: Vietname
    - Magnolia calophylloides Figlar & Noot. (sin.: Manglietia calophylla Dandy): oeste do Samatra
    - Magnolia caveana (Hook. f. & Thoms.) D.C.Raju & M.P.Nayer: Assam, norte de Burma
    - Magnolia chevalieri Dandy: Vietname, Laos
    - Magnolia conifera Dandy: sul da China, Vietname
    - Magnolia dandyi (Gapnep.) Dandy: sul da China, Vietname, Laos
    - Magnolia decidua Q.Y.Zheng: Jiangxi (China)
    - Magnolia duclouxii Finet & Gagnep.: Vietname, sudoeste da China
    - Magnolia fordiana (Oliv.) Hu (sin.: Manglietia yuyuanensis Y.W.Law): Vietname, sul da China
    - Magnolia garrettii Craib: sudoeste da China, Vietname
    - Magnolia grandis Hu & W.C.Cheng: Yunnan (China)
    - Magnolia hebecarpa C.Y.Wu & Law: Yunnan (China)
    - Magnolia hookeri Cubitt & W.W.Sm.: sudoeste da China, norte de Burma
    - Magnolia insignis (Wall.) Blume: sul da China, Nepal, Burma
    - Magnolia lanuginosoides Figlar & Noot. (sin.: Manglietia lanuginosa (Dandy) Noot.): Samatra
    - Magnolia lucida B.L.Chen & S.C.Yang: sudoeste da China
    - Magnolia megaphylla Hu & W.C.Cheng: Yunnan (China)
    - Magnolia microtricha Law: Tibete
    - Magnolia moto Dandy: sueste da China
    - Magnolia obovalifolia C.Y.Yu & Law: Yunnan (China)
    - Magnolia ovoidea H.T.Chang & B.L.Chen: Yunnan (China)
    - Magnolia pachyphylla Chang: sueste da China
    - Magnolia phuthoensis Dandy ex Gapnep.: Vietname
    - Magnolia rufibarbata Dandy: Vietname
    - Magnolia sabahensis (Dandy ex Noot.) Figlar & Noot.: Bornéu
    - Magnolia sumatrana (Miq.) Figlar & Noot.: Samatra, Java, Pequenas Ilhas da Sonda, Sulawesi
      - Magnolia sumatrana var. sumatrana: Samatra
      - Magnolia sumatrana var. glauca (Blume) Figlar & Noot. (sin.: Magnolia blumei Prantl): Samatra, Java, Pequenas ilhas da Sonda, Sulawesi

    - Magnolia szechuanica Hu: sudoeste da China
    - Magnolia utilis (Dandy) V.S.Kumar (sin: Magnolia dolichogyna Dandy ex. Noot.): Myanmar, Tailândia, Península Malaia, Bornéu, Sulawesi
    - Magnolia ventii N.V.Tiep: Yunnan (China)

  - Secção Kmeria (Pierre) Figlar & Noot.: com 3 espécies na Ásia:
    - Magnolia duperreana Pierre: Vietname, Cambodja
    - Magnolia kwangsiensis Figlar & Noot. (sin.: Kmeria septentrionalis Dandy): Yunnan e Guangxi (China)
    - Magnolia thailandica Noot. & Chalermglin: Tailândia

  - Secção Rhytidospermum Spach
    - Subsecção Rhytidospermum: com 3 espécies na Ásia e uma nos EUA:
      - Magnolia obovata Thunb.: Japão
      - Magnolia officinalis Rehd. & Wilson: China
      - Magnolia rostrata W.W.Smith: sudoeste da China
      - Schirm-Magnolie (Magnolia tripetala (L.) L.): sueste dos EUA

    - Subsecção Oyama (Nakai) Figlar & Noot.: com 3 espécies na Ásia:
      - Magnolia globosa Hook. f. & Thoms.: Nepal, Burma
      - Magnolia sieboldii K.Koch: Coreia, leste da China
      - Magnolia wilsonii (Finet. & Gagnep.) Rehder: sudoeste da China

  - Secção Auriculatae Figlar & Noot.: com uma única espécie:
    - Magnolia fraseri Walt.: sueste dos EUA

  - Secção Macrophyllae Figlar & Noot.: com uma única espécie:
    - Magnolia macrophylla Michx.: sueste dos EUA e leste do México
- Subgénero Yulania
  - Secção Yulania
    - Subsecção Yulania: na Ásia:
      - Magnolia amoena W.C.Cheng: leste da China
      - Magnolia biondii Pampan: leste da China
      - Magnolia campbellii Hook. f. & Thomson: Himalaia
      - Magnolia cylindrica Wilson: leste da China
      - Magnolia dawsoniana Rehder & Wilson: Sichuan (China)
      - Magnolia denudata Desr.: leste da China
      - Magnolia kobus DC. (sin.: Magnolia praecocissima Koidz.): Japão, Coreia
      - Magnolia liliiflora Desr. (sin.: Magnolia quinquepeta (Buchoz) Dandy): centro da China
      - Magnolia sprengeri Pampan: Sichuan (China)
      - Magnolia salicifolia (Sieb. & Zucc.) Maxim.: Japão
      - Magnolia sargentiana Rehder & Wilson: oeste da China
      - Magnolia stellata (Sieb. & Zucc.) Maxim. (sin.: Magnolia tomentosa Thunb., Magnolia kobus var. stellata (Sieb. & Zucc.) Blackburn): Japão
      - Magnolia zenii Cheng: leste da China

    - Subsecção Tulipastrum (Spach) Figlar & Noot.: com uma única espécie:
      - Magnolia acuminata (L.) L.): leste da América do Norte

  - Secção Michelia
    - Subsecção Michelia (L.) Figlar & Noot.: na Ásia:
      - Magnolia × alba (DC.) Figlar & Noot.: um híbrido
      - Magnolia angustioblonga (Law & Wu) Figlar: sudoeste da China
      - Magnolia baillonii Pierre (sin.: Paramichelia baillonii (Pierre) Hu): sudoeste da China, Vietname
      - Magnolia banghamii (Noot.) Figlar & Noot.: Malásia, Samatra
      - Magnolia balansae A.DC.: sul da China, Vietname
      - Magnolia braianensis (Gagnep.) Figlar: Vietname
      - Magnolia cavaleriei (Finet & Gagnep.) Figlar: sul da China
      - Magnolia champaca (L.) Baillon ex Pierre: sul da Índia, Península Malaia, Java
      - Magnolia chapensis (Dandy) Sima: sul da China, norte de Vietname
      - Magnolia compressa Maxim.: Japão, sudoeste da China
      - Magnolia coriacea (H.T.Chang & B.L.Chen) Figlar: sueste de Yunnan (China)
      - Magnolia dianica Sima & Figlar (sin.: Michelia yunnanensis Franch. ex Finet & Gapnep.): sudoeste da China
      - Magnolia doltsopa (Buch.-Ham. ex DC.) Figlar: sudoeste da China, Himalaia
      - Magnolia elliptilimba (B.L.Chen & Noot.) Figlar: Yunnan (China)
      - Magnolia ernestii Figlar (sin.: Michelia wilsonii Finet. & Gagnep.): Sichuan (China)
      - Magnolia figo (Lour.) DC.: sueste da China
      - Magnolia flaviflora (Law & Wu) Figlar: Vietname, sudoeste da China
      - Magnolia floribunda (Finet & Gagnep.) Figlar: sul da China, Vietname
      - Magnolia foveolata (Merr. ex Dandy) Figlar: sul da China, Vietname
      - Magnolia fujianensis (Q.F.Zheng) Figlar: sueste da China
      - Magnolia fulva (H.T.Chang & B.L.Chen) Figlar: Yunnan (China)
      - Magnolia guangxiensis (Law & R.Z.Zhou) Sima: Guangxi (China)
      - Magnolia hypolampra (Dandy) Figlar: sul da China, Vietname
      - Magnolia ingrata (B.L.Chen & S.C.Lang) Figlar: Yunnan (China)
      - Magnolia jiangxiensis (H.T.Chang & B.L.Chen) Figlar: Jiangxi (China)
      - Magnolia kingii (Dandy) Figlar: Bangladesh, Assam
      - Magnolia kisopa (Bush.-Ham. ex DC.) Figlar: Vietname, Nepal
      - Magnolia koordersiana (Noot.) Figlar: Malásia, oeste do Samatra
      - Magnolia lacei (W.W.Smith) Figlar: sudoeste da China, Vietname
      - Magnolia lanuginosa (Wall.) Figlar & Noot. (sin.: Michelia velutina DC.): Yunnan (China), Nepal
      - Magnolia leveilleana (Dandy) Figlar: sudoeste da China
      - Magnolia macclurei (Dandy) Figlar: sul da China, norte de Vietname
      - Magnolia mannii (King) King: Assam
      - Magnolia martinii H.Lev.: sueste da China, Vietname
      - Magnolia masticata (Dandy) Figlar: Yunnan (China), Laos
      - Magnolia maudiae (Dunn) Figlar: China
      - Magnolia mediocris (Dandy) Figlar: sul da China, Vietname
      - Magnolia microcarpa (B.L.Chen & S.C.Yang) Sima: sul da China
      - Magnolia microtricha (Hand.-Mazz.) Figlar: Yunnan (China)
      - Magnolia montana (Blume) Figlar & Noot.: Malásia até ao Bornéu
      - Magnolia nilagirica (Zenker) Figlar: sul da Índia, Sri Lanka
      - Magnolia oblonga (Wall. ex Hook. f. & Thomson) Figlar: Assam
      - Magnolia odora (Chun) Figlar & Noot.: sueste da China, norte de Vietname
      - Magnolia opipara (H.T.Chang & B.L.Chen) Sima: Yunnan (China)
      - Magnolia philippinensis P.Parm.: Filipinas
      - Magnolia punduana (Hook. f. & Thoms.) Figlar: Assam
      - Magnolia rajaniana (Craib.) Figlar: Tailândia
      - Magnolia sirindhorniae Noot. & Chalermglin: Tailândia
      - Magnolia sumatrae (Dandy) Figlar (sin.: Michelia salicifolia A. Agostini): oeste do Samatra
      - Magnolia scortechinii (King) Figlar & Noot.: Península Malaia, oeste do Samatra
      - Magnolia sphaerantha (C.Y.Wu ex Z.S.Yue) Sima: sudoeste da China
      - Magnolia shiluensis (Chun & Y.F.Wu) Figlar: ilha de Hainan
      - Magnolia subulifera (Dandy) Figlar: Vietname
      - Magnolia sumatrae (Dandy) Figlar & Noot.: Malásia, Samatra
      - Magnolia xanthantha (C.Y.Wu ex Law & Y.F.Wu) Figlar: Yunnan (China)

    - Subsecção Elmerrillia (Dandy) Figlar & Noot.: Malésia
      - Magnolia platyphylla (Merr.) Figlar & Noot.: Filipinas (Leyte, Mindanao)[3]
      - Magnolia pubescens (Merr.) Figlar & Noot.: Filipinas (Mindanao)[4]
      - Magnolia sulawesiana Brambach, Noot. & Culmsee: Zentral-Sulawesi[5]
      - Magnolia tsiampacca (L.) Figlar & Noot.: Samatra, Bornéu, Sulawesi, Molucas, Nova Guiné, arquipélago de Bismarck[6]
        - Magnolia tsiampacca ssp. mollis (Dandy) Figlar & Noot.: Samatra, Bornéu[7]
        - Magnolia tsiampacca ssp. tsiampacca: Sulawesi, Molucas, Nova Guiné, arquipélago de Bismarck[8]
          - Magnolia tsiampacca ssp. tsiampacca var. glaberrima (Dandy) Figlar & Noot.: Nova Guiné[9]
          - Magnolia tsiampacca ssp. tsiampacca var. tsiampacca: Sulawesi, Molucas (Ambon, Buru), Nova Guiné, arquipélago de Bismarck[10]

      - Magnolia vrieseana (Miq.) Baill. ex Pierre (sin.: Elmerrillia ovalis (Miq.) Dandy): Sulawesi, Molucas (Morotai, Ambon)[11]

    - Subsecção Maingola (Dandy) Figlar & Noot.
      - Magnolia annamensis Dandy: Vietname
      - Magnolia carsonii Dandy ex Noot.: Bornéu, Sulawesi

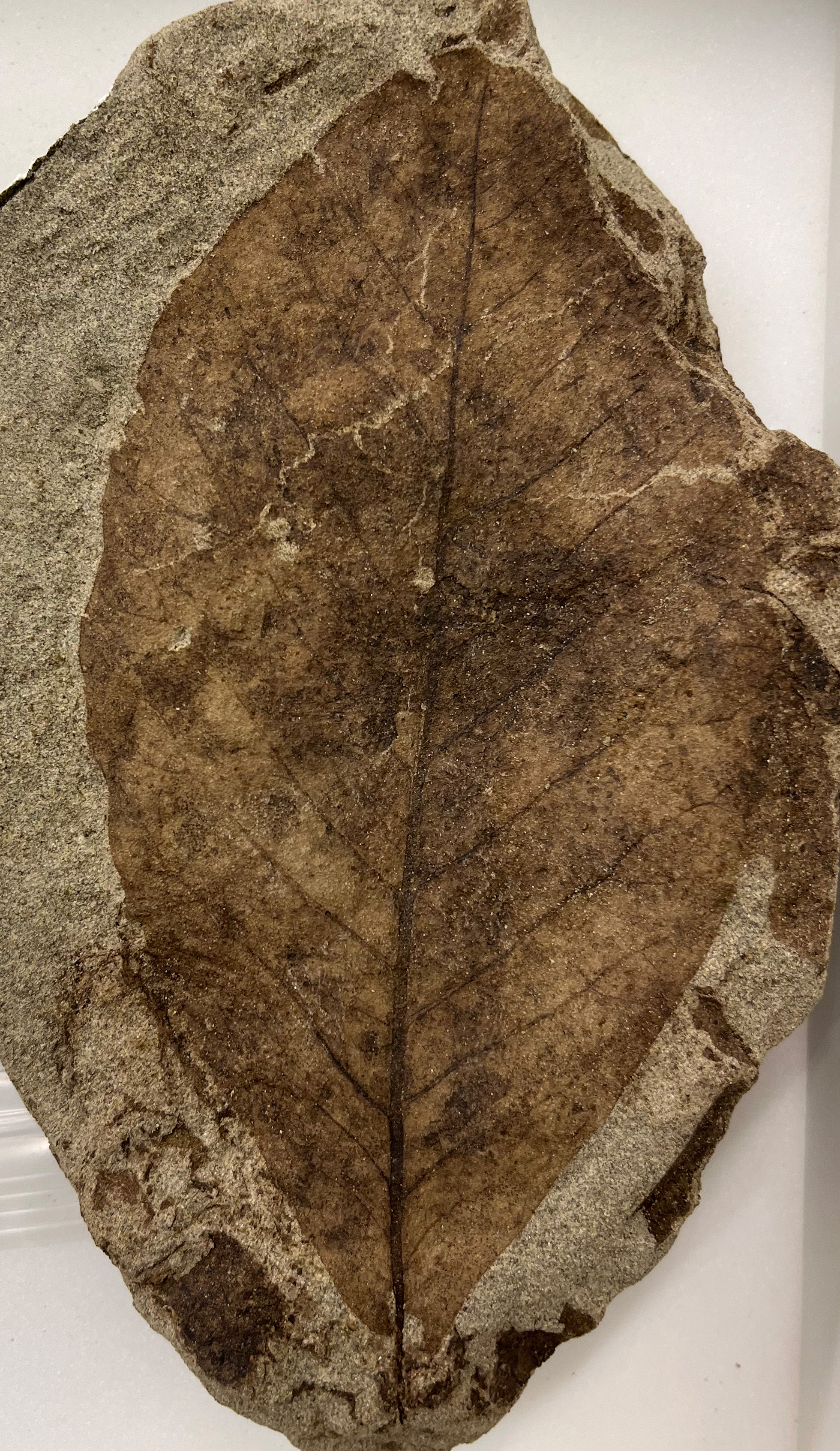
Fóssil de folha da espécie extinta Magnolia pulchra.

      - Fóssil de folha da espécie extinta Magnolia pulchra.Magnolia cathcartii (Hook. f. & Thoms.) Noot. (sin.: Alcimandra cathcartii (Hook.f. & Thomson) Dandy): sudoeste da China, Burma
      - Magnolia griffithii King: Índia, Assam
      - Magnolia gustavii King: Índia, Assam
      - Magnolia macklottii (Korth.) Dandy: oeste do Java, Bornéu, Samatra
      - Magnolia maingayi (Korth.) Dandy: oeste do Java, Bornéu, Samatra
      - Magnolia pealiana King: Assam

    - Subsecção Aromadendron (Blume) Figlar & Noot.
      - Magnolia ashtonii Dandy ex. Noot.: Samatra, Bornéu
      - Magnolia bintuluensis (Agostini) Noot.: Samatra, Bornéu
      - Magnolia borneensis Noot.: Bornéu, Filipinas
      - Magnolia elegans (Blume) Keng: Samatra, Java
      - Magnolia pahangensis Noot.: Bornéu, Filipinas
- Subgénero Gynopodium (Dandy) Figlar & Noot.
  - Secção Gynopodium Dandy: com 5 espécies na China e Taiwan:
    - Magnolia kachirachirai (Kanehira & Yamamoto) Dandy: Taiwan
    - Magnolia lotungensis Chun & Tsoon: sul da Yunnan (China)
    - Magnolia nitida W.W.Smith: nordwestliches Yunnan (China)
    - Magnolia omeiensis (Hu & Cheng) Dandy: Sichuan (China)
    - Magnolia yunnanensis (Hu) Noot.: sueste da Yunnan (China)

  - Secção Manglietiastrum (Y.W.Law) Noot.: com 3 espécies na Ásia:
    - Magnolia pleiocarpa (Dandy) Figlar & Noot.: (sin.: Pachylarnax pleiocarpa Dandy): Assam
    - Magnolia praecalva (Dandy) Figlar & Noot. (sin.: Pachylarnax praecalva Dandy): Vietname, Península Malaia.
    - Magnolia sinica (Law) Noot. (sin.: Manglietiastrum sinicum Y.W.Law), sueste de Yunnan (China).

### Espécies
O género Magnolia inclui as seguintes espécies:
| - Magnolia acuminata (L.) L. - Magnolia allenii Standl. - Magnolia annamensis Dandy - Magnolia ashei - Magnolia campbellii Hook. f. & Thomson - Magnolia chimantensis Steyerm. & Maguire - Magnolia cocleensis Woods - Magnolia coco (Lour.) DC. - Magnolia craibiana Dandy - Magnolia cubensis Urb. - Magnolia delavayi - Magnolia denudata - Magnolia domingensis Urb. - Magnolia excelsa Wall. - Magnolia fraseri - Magnolia globosa - Magnolia grandiflora L. - Magnolia guatemalensis - Magnolia hamori R. A. Howard - Magnolia henryi Dunn - Magnolia hodgsonii Hook. f. & Thomson - Magnolia hypoleuca - Magnolia iltisiana A. Vazquez - Magnolia macrophylla - Magnolia liliflora | - Magnolia maieguiis - Magnolia pacifica - Magnolia paenetalauma Dandy - Magnolia pallescens Urb. & Ekman - Magnolia panamensis A. Vazquez & H.H. Iltis - Magnolia philippinensis P. Parm. - Magnolia poasana (Pittier) Dandy - Magnolia ptaritepuiana Steyerm. - Magnolia roraimae Steyerm. - Magnolia salicifolia Maxim. - Magnolia sieboldii K. Koch - Magnolia sororum Seibert - Magnolia x soulangeana - Magnolia splendens Urb. - Magnolia sprengeri Pamp. - Magnolia stellata - Magnolia striatifolia Little - Magnolia tamaulipana A. Vazquez - Magnolia tripetala - Magnolia uvariifolia Noot. - Magnolia virginiana L. - Magnolia yunckeri Standl. |

- Lista completa

## Classificação lineana do género
| Sistema | Classificação                      | Referência               |
| ------- | ---------------------------------- | ------------------------ |
| Linné   | Classe Polyandria, ordem Polygynia | Species plantarum (1753) |